# Takada Rikizō
Takada Rikizō (japanisch 高田 力蔵; geboren 18. Oktober 1900 in Kurume (Präfektur Fukuoka); gestorben 31. Oktober 1992 in Tokio) war ein japanischer Maler im Yōga-Stil, bekannt vor allem aber als Kopist.

## Leben und Wirken
Takada Rikizō studierte Malerei in der Kunstschule vom Maler Kawabata Gyokushō (1842–1913) gegründeten „Kawabata gakō“ (川端画学校). Danach wurde Ishii Hakutei sein Lehrer. Es war die Zeit, in der er Bilder des französischen Malers Albert Marquet sah und bewunderte. 1926 wurde er Mitglied in der Künstlergruppe „Nihon suisai gakai“ (日本水彩画会), einer Gruppe mit Aquarellmalerei als Schwerpunkt.
1927 stellte Takada auf der Ausstellungsreihe der Künstlergruppe „Nikakai“ (二科会) aus. 1937 ging Takada nach Paris und bildete sich an der „Académie de la Grande Chaumière“ in Paris weiter. Er kopierte alte Gemälde im Louvre und stellte 1938 eine Kopie von Ingres’ „Quelle“ und Bruegels „Bettler“ auf der „Japanese Artist Exhibition“ (日本美術家展, Nihon bijutsuka ten) aus und erhielt einen Förderpreis der japanischen Botschaft. 1939 kehrte er wegen des drohenden Krieges über die USA nach Japan zurück.
1940 wurde Tanaka Mitglied der Künstlergruppe Shun’yōkai. 1942 arbeitete er an einer Serie zum Thema japanischer Feste, schuf im selben Jahr das Bild „Kashima jingū mifunesai“ (鹿島神宮御船祭) – „Bootsfest am Kashima-jingū“ und 1944 „Fukuoka-ken Daizen-ji oniyo-matsuri“ (福岡県大善寺鬼夜祭) – etwa „Teufelabend-Fest am Daizen-ji in der Präfektur Fukuoka“.Im April 1945 wurde sein Atelier in Tokio bei einem Bombenangriff zerstört, worauf sich Tanaka in seine Heimatstadt Kurume zurückzog.
Nach dem Zweiten Weltkrieg stellte Tanaka wieder in Tokio aus. 1965 reiste er zum zweiten Mal nach Frankreich, kopierte wieder im Louvre alte Gemälde und lernte 1967 bei Jacques Marshall Restaurierungstechniken für Ölgemälde. Im selben Jahr kehrte er über Moskau, Leningrad, Kiew usw. nach Japan zurück. 1971 reiste er im Auftrag der Stadt Sendai nach Italien und kopierte das Bild des Hasekura Tsunenaga in der Borghese-Galerie in Rom. Danach besuchte er 1972, 1977, 1979, 1981 und 1982 nach Frankreich, um alte Gemälde zu kopieren. Auf Wunsch des Unternehmers und Kunstliebhabers Ishibashi Shōjirō kopierte er eine Reihe von europäischen Gemälden, so von Millet, Turner, Ingres. Für den Bezirk Kita kopierte er Leonardo da Vincis „Mona Lisa“ und einen Millet.
Tanaka war ab 1976 Mitglied der „Nihon bijutsuka remmei“ (日本美術家連盟), der „Liga japanischer Künstler“ und ab 1986 deren Auditor.
Zu Tanakas Bildern gehören „Datta no gyōhō“ (達陀の行法) – „Die Beschwörung des Datta“.